# Диазотен оксид
Диазотен оксид, известен и като „райски газ“, е химично съединение, оксид на азота с формула N2O. При нормални условия представлява безцветен незапалим газ с приятна сладникава миризма и вкус.
Диазотният оксид е неутрален оксид. Получава се при загряване на амониев нитрат. При вдишване предизвиква чувство за еуфория, което е причина и за името „райски газ“. Използва се в хирургията и денталната медицина (зъболечението) заради своя анестетичен и аналгетичен ефект, а заради еуфоричните си свойства се използва от някои хора като наркотик.
Друго негово приложение е като окислител в ракетните двигатели. Използва се и при двигателите с вътрешно горене – добавен към горивото, увеличава мощността им.
Използва се и в хранителната индустрия като пропелент при някои видове аерозолни контейнери – най-често бита сметана (отбелязван и като E942).
Диазотният оксид се среща в малко количество в атмосферата. Способен е да разлага озоновия слой с ефективност, сравнима с тази на хлорофлуоровъглеродите. Изчислено е, че 30% от N
2O в атмосферата се дължи на човешката дейност, главно в селското стопанство.

## Автомобилизъм
За състезателни цели диазотният оксид (нитро) най-често се съхранява в алуминиеви цилиндрични бутилки с различен размер. Той е затворен под високо налягане в течна агрегатна форма. След преминаването му от цилиндъра във въздухопровода на автомобила, агрегатното му състояние се променя от течно в газообразно, тъй като азотният оксид преминава от среда с много високо налягане в среда на вакуум във въздушния колектор. Тази трансформация е известна като „азотно кипене“. Докато се съхранява под високо налягане, той запазва течната си форма. След понижаване на налягането течността се разширява и завира и той преминава в газ. За този процес е необходима енергия, която се получава от топлината, погълната от заобикалящия въздух/газ във въздухопровода. Крайният резултат представлява зареждане на въздухопровода със студен въздух с висока плътност, обогатен с кислород – идеалната рецепта за произвеждане на повече мощност. Тъй като нужното допълнително гориво се подава по начин, който го излага на пълната сила на разширяващия се азотен оксид, то се атомизира напълно. Това спомага за по-добро изгаряне в горивната камера, а от там като пряк резултат се повишава полезната мощност. Диазотният оксид (N2O) се състои от 2 атома азот и 1 атом кислород. Топлината, отделена при изгарянето, разкъсва химичната връзка между тези атоми. Без топлина трите частици не могат да се разделят, а в такъв случай кислородният атом става безсилен, т.е. не може да изиграе своята роля в процеса на изгаряне. Затова, въпреки че азотният оксид е по-наситен на кислород от въздуха, вдишването му от човек може да доведе до задушаване (асфиксия). Тялото не може да произведе топлината, нужна за разделяне връзката между азота и кислорода.

## Мол на диазотния оксид
При газовете важно значение има терминът мол. Под това понятие се разбира количеството субстанция, която съдържа броя молекули и атоми на Авогадро. Въпреки че този брой е постоянен (6,02 x 1023), теглото на мола може да варира в зависимост от теглото на атома от въпросната молекула. И тъй като двигателят „изисква“ обем, а не маса, теглото не влияе. Един мол от каквато и да е субстанция заема 22,4 литра при стандартно налягане и температура. Факт е, че при еднакви условия всички газове имат един и същи моларен обем. Тогава, ако един цилиндър може да привлече 2 мола въздух на едно всмукване от въздухопровода, то той може и да консумира същия обем нитро. Според обема, въздухът съдържа само 21% кислород в сравнение с нитрото, което съдържа 50%. На всеки 2 мола азотен оксид (N2O) пропуснати в цилиндър, се пропускат 2 мола азот (N2) и 1 мол кислород (O2). Това се вижда от следното равенство:
{\displaystyle {\ce {2N2O -> 2N2 + O2}}}
В това се крие и предимството на азотния оксид – тъй като всеки мол има един и същи обем, 2 мола нитро в двигателния цилиндър стават 3 мола в процеса на изгаряне. Вследствие се повишава налягането при горене и се повишава потенциалът на двигателя за произвеждане на мощност.